# Bradysia cuspidalis
Bradysia cuspidalis is een muggensoort uit de familie van de rouwmuggen (Sciaridae). De wetenschappelijke naam van de soort is voor het eerst geldig gepubliceerd in 1991 door Menzel & Mohrig.